# San Antonio de Areco
Pour l'arrondissement, voir San Antonio de Areco (partido).
San Antonio de Areco est une ville argentine de la province de Buenos Aires. C'est la capitale du partido de San Antonio de Areco.

## Géographie
San Antonio de Areco est situé dans le nord-est de la province de Buenos Aires à 113 km de Buenos Aires.